# Kronsteen
Tov Kronsteen é uma personagem fictícia do livro e filme de James Bond Moscou contra 007, criado por Ian Fleming. Nas telas, é interpretado pelo ator polonês Vladek Sheybal.

## Características
Kronsteen é um grande mestre de xadrez tcheco, que trabalha para a SPECTRE, a maior organização terrorista do mundo, comandada por Ernst Stavro Blofeld, por quem é incumbido por sua inteligência de arquitetar um plano para uma vingança contra o agente secreto britânico James Bond, responsável pela morte do Dr. Julius No, um dos líderes da SPECTRE, no filme anterior da série, 007 contra o Satânico Dr. No.

## No filme
A personagem é primeiramente vista em cena disputando uma importante partida de xadrez em Veneza. Depois de receber uma mensagem escrita em baixo de seu copo d'água, ele vence rapidamente o jogo e se retira, para entrar em contato com Blofeld e a Nº3 da SPECTRE, Rosa Klebb, a quem explica seu plano. Quando o plano falha e Bond sobrevive a duas tentativas de assassinato, ele é convocado por Blofeld junto com Klebb e, depois de parecer que a espiã e agente soviética levará a culpa e a punição pelo fracasso, pelas desculpas e acusações de Kronsteen, Blofeld, desgostoso com sua presunção, o esfaqueia na perna e o mata. É a primeira vez que um capanga é morto pelo próprio vilão nos filmes de 007.